# Lee Seung-woo
Lee Seung-woo (ur. 6 stycznia 1998 w Suwonie) – południowokoreański piłkarz występujący na pozycji napastnika w klubie Sint-Truidense VV oraz w reprezentacji Korei Południowej. Wychowanek Incheon United, w swojej karierze grał także w Barcelonie B, Hellas Verona i Portimonense SC.